# Holger Trimhold
Holger Trimhold (* 13. Juni 1953 in Wolfhagen)  ist ein ehemaliger deutscher Fußballspieler und -trainer. Seine bisher größten Erfolge sind der 8. Platz 1979 mit dem VfL Bochum und der Gewinn der Fußball-Militärweltmeisterschaft 1975.

## Laufbahn
Von Vater Heinrich Trimhold – ehemaliger Torjäger in der Gauliga bei Schwarz-Weiß Essen – bekamen die Söhne Horst und Holger das Fußballtalent in die Wiege gelegt. Bereits in der Saison 1971/72 debütierte der technisch herausragende Offensivspieler Holger Trimhold bei SWE in der Regionalliga West. Trainer Heinz Höher brachte das Talent aus der eigenen Jugendabteilung am Starttag, den 15. August 1971, bei der 0:2-Auswärtsniederlage beim SVA Gütersloh erstmals zum Einsatz. In dieser Runde sammelte er Erfahrung an der Seite der Mitspieler Hermann Merchel, Michael Lameck, Heiko Mertes und Reinhard Majgl. Nach der letzten Regionalligarunde 1973/74 – ETB belegte mit Trainer Peter Velhorn den achten Rang und Holger Trimhold hatte neben den Mannschaftskameraden Hans Wulf, Klaus Franke, Herbert Zimmer und Helmut und Wolfgang Lausen 15 Tore erzielt – hatte er insgesamt in drei Runden 91 Spiele für die Mannschaft vom Uhlenkrugstadion absolviert und dabei 35 Tore erzielt.
Seine Profikarriere begann der Mittelfeldspieler Holger Trimhold in der Saison 1974/1975 für Schwarz-Weiß Essen. In dieser Spielzeit der 2. Bundesliga Nord wurde er in 33 Spielen eingesetzt  und erzielte zehn Tore. Anschließend wechselte er in die Bundesliga. Von der Saison 1975/1976 bis zur Saison 1978/1979 absolvierte er 105 Bundesligaeinsätze für den VfL Bochum, bei denen er elf Tore schoss. In der Saison 1979/80 wechselte er zum Erstligisten Eintracht Braunschweig, bei dem er in 29 Spielen drei Tore erzielte. Mit Eintracht Braunschweig stieg er in die 2. Bundesliga Nord ab und beendete dort nach 19 Einsätzen in der Saison 1980/81 seine Spielerzeit in Deutschland durch den Wechsel zum griechischen Klub PAOK Saloniki. Nach dem Ende seiner aktiven Karriere war er mehrfach als Fußballtrainer tätig.
Von 1991 bis 1994 war Holger Trimhold als Trainer des FC Sportfreunde 1920 Schwalbach tätig und von 1994 bis 1996 bei der Spvgg 03 Fechenheim.
In den Saisons 2005/06 bis 2008/09  war er als Trainer für den SG Bruchköbel angestellt.